# Wolf Hall (serie de televisión)
Wolf Hall es un drama británico de seis partes transmitido del 21 de enero del 2015 hasta el 25 de febrero del 2015 por medio de la cadena BBC Two, dirigido por Peter Kosminsky. La serie es una adaptación de las novelas Wolf Hall y Bring Up the Bodies de Hilary Mantel.

## Sinopsis
Después de la caída del cardenal Thomas Wolsey, su secretario Thomas Cromwell se encuentra en la corte de Enrique VIII hasta la muerte de Sir Thomas More, seguido del éxito de Cromwell en la liberación del rey de su matrimonio con Ana Bolena.

## Reparto
El reparto es el siguiente:

### Personajes principales
| Actor                  | Personaje                                               | N.º de episodios | Duración |
| ---------------------- | ------------------------------------------------------- | ---------------- | -------- |
| Damian Lewis           | Enrique VIII de Inglaterra                              | 6                | 2015     |
| Claire Foy             | Ana Bolena                                              | 6                | 2015     |
| Mark Rylance           | Thomas Cromwell                                         | 6                | 2015     |
| Bernard Hill           | Thomas Howard, III duque de Norfolk                     | 6                | 2015     |
| Thomas Brodie-Sangster | Sir Ralph Sadler                                        | 6                | 2015     |
| Tom Holland            | Gregory Cromwell                                        | 6                | 2015     |
| Jessica Raine          | Jane Boleyn                                             | 6                | 2015     |
| Saskia Reeves          | Johane Williamson                                       | 5                | 2015     |
| Jonathan Pryce         | Cardenal Thomas Wolsey                                  | 4                | 2015     |
| Anton Lesser           | Tomás Moro                                              | 4                | 2015     |
| Mark Gatiss            | Stephen Gardiner, secretario del Cardenal Thomas Wolsey | 4                | 2015     |
| Joanne Whalley         | Catalina de Aragón                                      | 3                | 2015     |
| Charity Wakefield      | María Bolena                                            | 3                | 2015     |
| Mathieu Amalric        | Eustace Chapuys                                         | 2                | 2015     |

### Personajes recurrentes
| Actor                | Personaje                                        | N.º de episodios | Duración |
| -------------------- | ------------------------------------------------ | ---------------- | -------- |
| Edward Holcroft      | Jorge Bolena                                     | 6                | 2015     |
| Joss Porter          | Sir Richard Cromwell (cortesano)                 | 6                | 2015     |
| Joel MacCormack      | Thomas Wriothesley                               | 6                | 2015     |
| Hannah Steele        | Mary Shelton                                     | 6                | 2015     |
| David Robb           | Sir Tomás Bolena                                 | 5                | 2015     |
| Luke Roberts         | Sir Henry Norris                                 | 5                | 2015     |
| Ed Speleers          | Edward Seymour                                   | 5                | 2015     |
| Kate Phillips        | Juana Seymour                                    | 5                | 2015     |
| Richard Dillane      | Charles Brandon, duque de Suffolk                | 5                | 2015     |
| Alastair Mackenzie   | Sir William Brereton                             | 5                | 2015     |
| Will Keen            | Thomas Cranmer (arzobispo)                       | 5                | 2015     |
| Jacob Fortune-Lloyd  | Sir Francis Weston                               | 5                | 2015     |
| Felix Scott          | Sir Francis Bryan                                | 4                | 2015     |
| Max Fowler           | Mark Smeaton (músico)                            | 4                | 2015     |
| Iain Batchelor       | Thomas Seymour                                   | 3                | 2015     |
| Bryan Dick           | Richard Rich                                     | 3                | 2015     |
| Natasha Little       | Elizabeth Wyckes/Liz Cromwell                    | 3                | 2015     |
| Tim Steed            | Lord Chancellor Audley                           | 3                | 2015     |
| Mary Jo Randle       | Mercy Pryor                                      | 3                | 2015     |
| Emma Hiddleston      | Margaret Roper/Meg More (escritora y traductora) | 3                | 2015     |
| Jonathan Aris        | James Bainham (abogado)                          | 2                | 2015     |
| Robert Wilfort       | George Cavendish (escritor)                      | 2                | 2015     |
| Aimee-Ffion Edwards  | Hermana Elizabeth Barton                         | 2                | 2015     |
| Enzo Cilenti         | Antonio Bonvisi (comerciante)                    | 2                | 2015     |
| Janet Henfrey        | Lady Margaret Pole                               | 2                | 2015     |
| Paul Ritter          | Sir John Seymour                                 | 2                | 2015     |
| Monica Dolan         | Lady Alice More                                  | 2                | 2015     |
| Athena Droutis       | Grace Cromwell                                   | 2                | 2015     |
| Christopher Fairbank | Walter Cromwell                                  | 2                | 2015     |
| Sarah Crowden        | Lady Exeter                                      | 2                | 2015     |
| Jack Lowden          | Thomas Wyatt (poeta)                             | 1                | 2015     |
| Paul Clayton         | Sir William Kingston                             | 1                | 2015     |
| Lucy Russell         | Lady Anne Shelton                                | 1                | 2015     |
| Kerry Ingram         | Alice Williamson                                 | 1                | 2015     |
| Lily Lesser          | Princesa Mary                                    | 1                | 2015     |
| Nigel Cooke          | Sir Nicholas Carew                               | 1                | 2015     |
| Rocky Marshall       | -                                                | 1                | 2015     |
| James Larkin         | William FitzWilliam                              | -                | 2015     |
| Florence Bell        | Helen Barre                                      | -                | 2015     |

## Episodios
La miniserie estuvo conformada por 6 episodios:
1. Three Card Trick
2. Entirely Beloved
3. Anna Regina
4. The Devil's Spit
5. Crows
6. Master of Phantoms

## Producción
El 23 de agosto de 2012, BBC Two anunció varias nuevas comisiones, una de las cuales fue Wolf Hall. Según The Guardian, se gastarían £ 7 millones en la adaptación. La ejecutiva de BBC Two, Janice Hadlow, dijo que fue "muy afortunada de tener los derechos" de las dos novelas y llamó a Wolf Hall "una gran novela contemporánea".
Peter Kosminsky, el director de la serie, dijo:

Esta es mi primera vez. Pero es una pieza intensamente política. Se trata de la política del despotismo y de cómo funcionas alrededor de un gobernante absoluto. Tengo la sensación de que Hilary Mantel quería esa inmediatez. ... Cuando vi el guion de Peter Straughan, solo un primer borrador, no podía creer lo que estaba leyendo. Fue el mejor borrador que jamás había visto. Había logrado destilar 1,000 páginas de las novelas en seis horas, usando la prosa con tanta sensibilidad. Es un escritor de teatro de profesión.

La serie de drama cuenta con 102 personajes y Kosminsky comenzó a emitir las otras partes en octubre de 2013. Aunque originalmente se proyectó para filmar en Bélgica,  la mayor parte de la filmación tuvo lugar en algunas de las casas y edificios medievales británicos y Tudor. La serie fue filmada entre mayo y julio de 2014. La serie, que se realizó en asociación con Masterpiece Entertainment y Playground Entertainment,  consta de seis episodios y fue transmitida por BBC Two en el Reino Unido a partir del 21 de enero de 2015.
The Guardian especuló que la contratación de la BBC de Kosminsky con Straughan mostró que querían "una versión más oscura y dura de la historia británica" que otros programas como The Tudors o The White Queen. Mantel llamó a los guiones de Straughan un "milagro de compresión elegante y creo que con un equipo tan fuerte, el material original solo puede mejorarse". La decisión de Kosminsky de filmar muchas de las escenas interiores a la luz de las velas llevó a los actores a toparse con las cosas, y temiendo que pudieran incendiarse.
El productor ejecutivo de la serie, Colin Callender, declaró en febrero de 2015 que esperaba que la BBC encargara una extensión de la serie basada en la novela final de la trilogía de Mantel, The Mirror and the Light, que Mantel está escribiendo actualmente. Callender dijo que los artistas principales Mark Rylance y Damian Lewis estaban "ansiosos" de regresar.

### Emisión en otros países
Wolf Hall fue transmitido en abril y mayo en los Estados Unidos en PBS y en Australia en BBC First. En España se puede ver en Filmin en versión original subtitulada en castellano y en catalán.
| País           | Cadenas     | Fecha de inicio     | Fecha de finalización |
| -------------- | ----------- | ------------------- | --------------------- |
| Australia      | BBC First   | 11 de abril de 2015 | -                     |
| Estados Unidos | PBS         | 5 de abril de 2015  | 10 de mayo de 2015    |
| Latinoamérica  | Film & Arts | 2016                | -                     |
| España         | Filmin      | -                   | -                     |

## Recepción
Los críticos han sido "casi unánimes" en sus elogios de la serie con particular referencia a la atención a los detalles del período, la adaptación fiel de las novelas originales y las actuaciones de los principales miembros del elenco, particularmente Rylance como Cromwell y Foy como Ana Bolena. El sitio web Rotten Tomatoes dio al programa una calificación del 98% sobre la base de 40 críticas (39 positivas, 1 negativa) con una calificación promedio de 8.45 / 10.

## Premios y nominaciones
La miniserie ha recibido 37 nominaciones (entre ellas ocho nominaciones en los Premios Primetime Emmy del 2015) y ha ganado 6 premios.
| Año  | Categoría             | Premio               | Nominados (as)                                                 | Resultado |
| ---- | --------------------- | -------------------- | -------------------------------------------------------------- | --------- |
| 2016 | Best Leading Actor    | BAFTA Award          | Mark Rylance                                                   | Ganó      |
| 2016 | Best Leading Actress  | BAFTA Award          | Claire Foy                                                     | Nominada  |
| 2016 | Best Supporting Actor | BAFTA Award          | Anton Lesser                                                   | Nominado  |
| 2016 | Best Drama Series     | BAFTA Award          | Peter Kosminsky, Peter Straughan, Mark Pybus y Colin Callender | Ganaron   |
| 2016 | Editing: Fiction      | BAFTA TV Craft Award | David Blackmore                                                | Ganó      |
| 2016 | Sound: Factual        | BAFTA TV Craft Award | Equipo de Sonido                                               | Ganaron   |